# Partido Bretón
El Partido Bretón (en bretón Strollad Breizh, en francés Parti Breton) es un partido político nacionalista y socialdemócrata que reivindica la creación de una «República de Bretaña», miembro de pleno derecho de la Unión Europea.

## Programa
Es un movimiento político creado en el 2002. Su objetivo es dar a Bretaña (sus cinco provincias, es decir la región de Bretaña más la provincia de Loira Atlántico) las instituciones necesarias para su desarrollo económico, social, cultural, medioambiental y político, a la imagen de otras regiones europeas como Escocia o Cataluña.
Partiendo del principio por el cual Bretaña sigue constituyendo una nación, y que por eso tiene derecho a la libertad en un ámbito europeo, el Partido Bretón reivindica la creación a largo plazo de un estado bretón, miembro de pleno derecho de la Unión Europea, y con instituciones bretonas reconocidas en el ámbito europeo e internacional. El Partido insiste en que más allá del principio (una nación tiene derechos), Bretaña tiene mucho que ganar en este proceso de emancipación, económica, cultural o medioambientalmente.

## Ideas
El lema del Partido Bretón es : « una Bretaña emancipada y reunificada ».
Analizando las razones del « estancamiento de los movimientos políticos bretones », el partido quiere « acoger a los Bretones tal y como son y no como se quiere que sean ». En el eje derecha-izquierda, el Partido bretón quiere situarse entre la socialdemocracia y la democracia social-liberal (entre el centro izquierda y el centro derecha). Su objetivo principal es la creación de instituciones. Es un partido que agrupa tanto personas del centro izquierda como del centro derecha. Está compuesto por más de 400 miembros, de los cuales la mayoría no tiene experiencia política en el movimiento bretón (emsav). En el ejecutivo del Partido bretón se encuentran miembros del centro izquierda como el profesor y empresario nantés Jean-Paul Moisan, o del centro derecha como Gérard Olliéric, el presidente actual.

## Organización
La organización es de tipo federal. La entidad básica es la federación, y finalmente la subfederación. Existe hasta ahora una federación por provincia bretona, una en la región de París para los miembros de dicha ciudad, y otra para los demás miembros, actualmente con sede en Londres.
Cada federación elige su secretario, y finalmente su vicesecretario y su tesorero. El secretario se encarga de la organización de las reuniones y de la representación de la federación fuera o dentro del partido. Los secretarios federales son entonces personas claves en el partido. A pesar de ello son miembros como los demás, aunque tienen el rol de representar el partido. Las federaciones son también la base en las tomas de postura del partido. Generalmente, en temas precisos y locales, el Partido bretón estima que tiene que tomar postura. Son los miembros de la federación quienes deciden la toma de postura. El secretario federal firma el comunicado, en el nombre del partido y de la federación.
Las instancias nacionales son elegidas durante el congreso. Se habla del consejo nacional (el Parlamento del Partido bretón). Está compuesto de miembros elegidos, que se reúnen cada tres meses. Se pronuncia sobre las principales orientaciones nacionales del partido (decide adoptar o no los textos propuestos por los miembros para el programa del partido, valida la estrategia de alianza, de candidaturas, etc.). A veces también reúne a los miembros de las comisiones de reflexión (que encarga de redactar el programa del Partido bretón en temáticas especiales : economía, instituciones, etc.).
El ejecutivo está presidido por el presidente ejecutivo (elegido durante el congreso). También se reúne cada tres meses, y está compuesto de secretarios nombrados por el consejo nacional, y del Presidente del partido. Es la instancia ejecutiva a nivel federal.

## Askol
Creada en el 2004, Askol (Asociación de concejales bretones para la democracia) reúne concejales (y antiguos concejales) de Bretaña, miembros o simpatizantes del Partido bretón, con el objetivo de trabajar para la emancipación institucional de Bretaña. Su presidente es Yann Jestin, vicealcalde de Lesneven, Jean-Claude Rivallain, su vicepresidente, que es concejal de Vigneux-de-Bretagne. En el 2008, la mayoría de los miembros de Askol fueron elegidos de nuevo, junto con nuevos concejales, como Jean-Yves Cozan, concejal provincial de Ouessant, y antiguo diputado de Châteaulin, Émile Granville, vicealcalde de Redon o Gwenole Guyomarc'h, alcalde de Locquirec.

## Los Jóvenes Bretones / Ar Vretoned Yaouank
Es la sección joven del partido, creada en el 2007 durante el congreso de Blain. Su propósito es hacer acciones específicas para la juventud en un ámbito estrictamente asociado con el partido, pero de manera informal. Los Jóvenes Bretones/Ar Vretoned Yaouank participaron en el 2006 en los días internacionales de jóvenes organizados por el Partido nacionalista vasco en Bilbao, y fueron acogidos por el Lehendakari Juan José Ibarretxe, jefe del gobierno vasco.
Los Jóvenes Bretones publicaron en febrero del 2008 un documento que resume sus ideas llamado « Es ahora ! », disponible en su página web. En agosto del 2008, organizaron sus primeros días de verano, junto con representantes flamencos y vascos, de la Nieuw-Vlaamse Alliantie y de EGI. Durante estos días se redactó la llamada « Declaración de Lorient sobre la autodeterminación ».

## Elecciones
El Partido Bretón se ha presentado varias veces a elecciones : dos elecciones comarcales en el 2004, y en el 2005. Sus candidatos obtuvieron en su primera presentación entre 1,5% y casi 4 %.
En las elecciones legislativas del 2007, se presentaron 4 candidatos :
Yves Le Mestric para la circunscripción de Vitré (Ille-et-Vilaine) suplente Brice MALET. 686 votos o 0,89%
Gérard GUILLEMOT para la circunscripción de Rennes - Sur (Ille-et-Vilaine) suplente Sébastien GIRARD. 249 votos o 0,57%
Emile GRANVILLE para la circunscripción de Redon (Ille-et-Vilaine) suplente Olivier BERTHELOT. 847 votos o 1,27%
Hervé LE GUEN para la circunscripción de Lorient (Morbihan) suplente Gaël FLEURENT. 686 votos o 1,44%
Durante una elección comarcal parcial en Redon el 23 de septiembre de 2007, Émile Granville obtuvo 3,58% de los votos.
En el 2008, Yann Jestin, presidente de Askol y apoyado por el MoDem, obtuvo 25,18 % de los votos en las elecciones comarcales de Lesneven.
En las elecciones municipales de marzo de 2008, el Partido bretón presentó unos veinte candidatos y obtuvo unos diez concejales, entre ellos un alcalde y tres vicealcaldes.
Durante una convención en Vannes en septiembre de 2008, el partido decidió presentarse a las elecciones europeas del 2009. En marzo de 2009, nombra a su portavoz, Emile Granville, como cabeza de lista.
Resultados:
```
          Censo Votantes Partido Bretón	% PB/votantes
22 	    448 496	  192 982     5 059		2,62%
29	    670 253	  272 453     9 283		3,41%
35	    674 678	  272 736     5 856		2,15%
44	    903 937	  378 538     5 696		1,50%
56	    541 648	  218 829     6 816		3,11%
```

Total Bretaña: 2,45%